# Jo Jin-ho
Jo Jin-ho (en coréen : 조진호), né le 10 juillet 2003 à Séoul en Corée du Sud, est un footballeur sud-coréen évoluant au poste de milieu central à Konyaspor.

## Biographie

### En club
Né à Séoul en Corée du Sud, Jo Jin-ho est formé au Jeonbuk Hyundai Motors. En mars 2022 il rejoint la Turquie afin de s'engager en faveur du Fenerbahçe SK, où il poursuit sa formation.
Le 15 septembre 2023, Jo Jin-ho rejoint la Serbie et le club du FK Novi Pazar sous la forme d'un prêt d'une saison.
Il joue son premier match en professionnel avec ce club, le 23 septembre 2023, lors d'une rencontre de championnat face au FK Mladost Lučani. Il entre en jeu et son équipe est battue par deux buts à zéro
Le 3 juillet 2024, Jo Jin-ho est prêté au FK Radnički Niš.

### En sélection
Jo Jin-ho représente l'équipe de Corée du Sud des moins de 17 ans, jouant au total trois matchs avec cette équipe en 2020.